# دارا (سنگال)
دارا (به لاتین: Dahra) یک منطقهٔ مسکونی در سنگال است که در لینگر واقع شده‌است. دارا ۳۲٬۹۴۱ نفر جمعیت دارد.